# Roland Jupiter-8
De Roland Jupiter-8 is een analoge synthesizer, uitgebracht door Roland in 1981. De Jupiter-8 of JP8 wordt beschouwd als het "vlaggenschip" van de Roland synthesizers en had voor die tijd een ongekend vet en groots geluid. Er zijn er naar verluidt ongeveer 2000 gemaakt.
De Jupiter-8 dateert van vóór het MIDI-tijdperk, maar er zijn diverse hardware-upgrades te koop om het apparaat met MIDI te laten werken. De JP8 bezit uitgebreide splits- en laagmogelijkheden die het geluid voller maken. De stapeling van klanken (layering) zorgt voor 4 oscillatoren per stem, maar gaat ten koste van de polyfonie. In "Unison"-modus komt het aantal beschikbare oscillatoren op 16, dynamisch verdeeld over het aantal stemmen dat wordt gespeeld, met een minimum van 2 oscillatoren per stem, die elkaar kunnen beïnvloeden via kruismodulatie (cross-modulation).
Deze synthesizer bleef populair vanwege de gedegen constructie, betrouwbaarheid en het enorme geluid. Vroege modellen konden ontstemd raken, dit werd in latere modellen verbeterd, maar niet helemaal verholpen. De soms zwevende oscillatoren zijn kenmerkend voor het geluid van de JP8.
De volgende synthesizer in de Jupiter-reeks was de Roland Jupiter-6 uit 1983 die wél MIDI aan boord had, maar 6-stemmig polyfoon was en minder geheugenplaatsen had voor klanken (patches).

## Mogelijkheden
Enkele mogelijkheden zijn een aan te passen polyfone portamento en een Hold functie voor sustain van noten en arpeggio's. Een flexibele arpeggiator kan worden gesynchroniseerd met externe apparatuur door middel van de Roland DCB-interface.
Vanuit de fabriek kon de JP-8 64 patches opslaan. Deze patches konden worden opgeslagen of ingeladen via een analoge cassetterecorder. De Encore JP8MK MIDI kit verdubbeld het patchgeheugen naar 128 en biedt de mogelijkheid om patches op te roepen via een MIDI-verbinding.
Een Zilog Z80-microprocessor werd gebruikt voor het beheren van de patches, ingedrukte toetsen en knoppen, afbeelden van het huidige patchnummer op het scherm en het regelen van de auto-tune.

## Heden
Vanwege het grote bereik aan klanken die de Jupiter-8 kan produceren, het efficiënte paneel-layout, en de stevige constructie, zorgen ervoor dat de Jupiter-8 vandaag de dag nog zeer gewild is. Modellen in goede conditie kunnen bij een veiling nog veel opbrengen. Hoewel de Jupiter-8 veel te horen valt in nummers uit de jaren 1980, wordt het instrument tegenwoordig nog gebruikt in muziekstudio's.

## Opvolgers
De Jupiter-6 kwam twee jaar na de JP-8 uit, en was bedoeld als een betaalbaar alternatief. Het bracht wel enkele consessies, zoals minder patches en een polyfonie van zes stemmen. Daarnaast werden er geïntegreerde schakelingen gebruikt om de kosten verder omlaag te brengen.
De MKS-80 "Super Jupiter" is een via MIDI aangestuurde synthesizermodule met een vergelijkbare geluidsstructuur als de Jupiter-8. In de eerste modellen was ook de hardware identiek aan die van zijn voorganger. In modelrevisie 5 (bekend als "Rev. 5") werden verschillende VCO, VCA en filtercircuits gebruikt. Dit leidde ertoe dat revisie 5 anders klinkt dan voorgaande.
In 2011 bracht Roland de Jupiter-80 en Jupiter-50 uit. Deze modellen kregen veel mee van de oorspronkelijke JP-8 stijl. In deze nieuwe Jupiter synthesizers kwamen ook PCM-gebaseerde recreaties terug van de oorspronkelijke analoge klanken.
Op 1 oktober 2015 bracht Roland de JP-08 uit in de Boutique-reeks. Het is een imitatie van de oorspronkelijke Jupiter 8 en bevat onder andere analoge circuit-modellering, 4-stemmige polyfonie, 36 parameters op het voorpaneel, en werkt ook op batterijen.

## Artiesten
Het geluid van de Jupiter-8 is op veel plaatopnames uit de jaren 1980 en later te horen, zoals op platen van Jean Michel Jarre, Howard Jones, David Bowie en Duran Duran (in het nummer "Rio" is de arpeggiator van de Jupiter-8 duidelijk hoorbaar).  Marvin Gaye gebruikte in 1982 de Jupiter-8 en de TR-808 als zijn primaire instrumenten. Nummers waarop de Jupiter-8 in een prominente rol aanwezig zijn: "Axel F" (Harold Faltermeyer) en "Thriller" (Michael Jackson).Daarnaast gebruikt, samen met de Roland Juno 6, in de Nederlandse speelfilm 'de lift' uit 1983.